# 梅塞罗
梅塞罗（義大利語：Mesero），是意大利米兰省的一个市镇。总面积5.69平方公里，人口3860人，人口密度678.4人/平方公里（2009年）。国家统计（ISTAT）代码为015144。